# Cmentarz prawosławny w Czarnej Wielkiej
Cmentarz prawosławny w Czarnej Wielkiej – prawosławny cmentarz w Czarnej Wielkiej, założony w XIX w.

## Opis
Nekropolia została założona najpóźniej w połowie XIX w. Z tego okresu pochodzą dwa zachowane na jej terenie nagrobki z ludowymi płaskorzeźbami (nazwiska osób pochowanych zatarły się). Jeden z nagrobków przedstawia Matkę Bożą Orantę w otoczeniu proroków oraz wyobrażenie Trójcy Świętej, na drugim natomiast wyrzeźbiono krzyż. Trzecim położonym w obrębie nekropolii zabytkowym nagrobkiem wymienionym przez Katalog zabytków sztuki w Polsce jest pomnik nagrobny Barbary Wojtiuk, zmarłej w 1891, zdobiony granitowym krzyżem z motywem pni drzewnych.
W centralnej części cmentarza położona jest cerkiew Kazańskiej Ikony Matki Bożej, filialna świątynia parafii w Grodzisku, wzniesiona w 1868. Jej fundator, Franciszek Kudra, również został pochowany na terenie cmentarza.
Nekropolia ma powierzchnię 0,3 ha. 

## Galeria

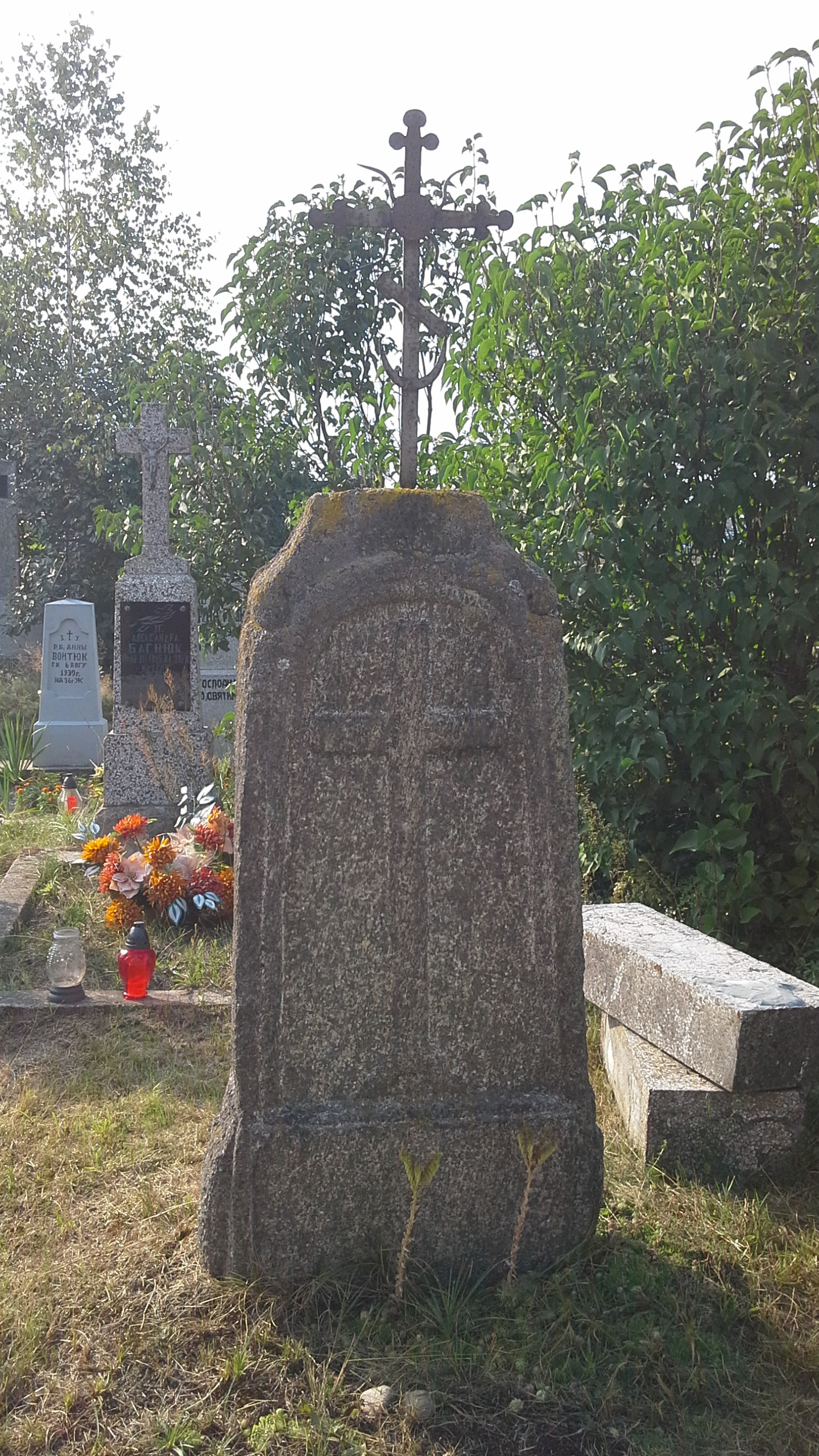
Nagrobek z połowy XIX w. z płaskorzeźbą – wyobrażeniem krzyża
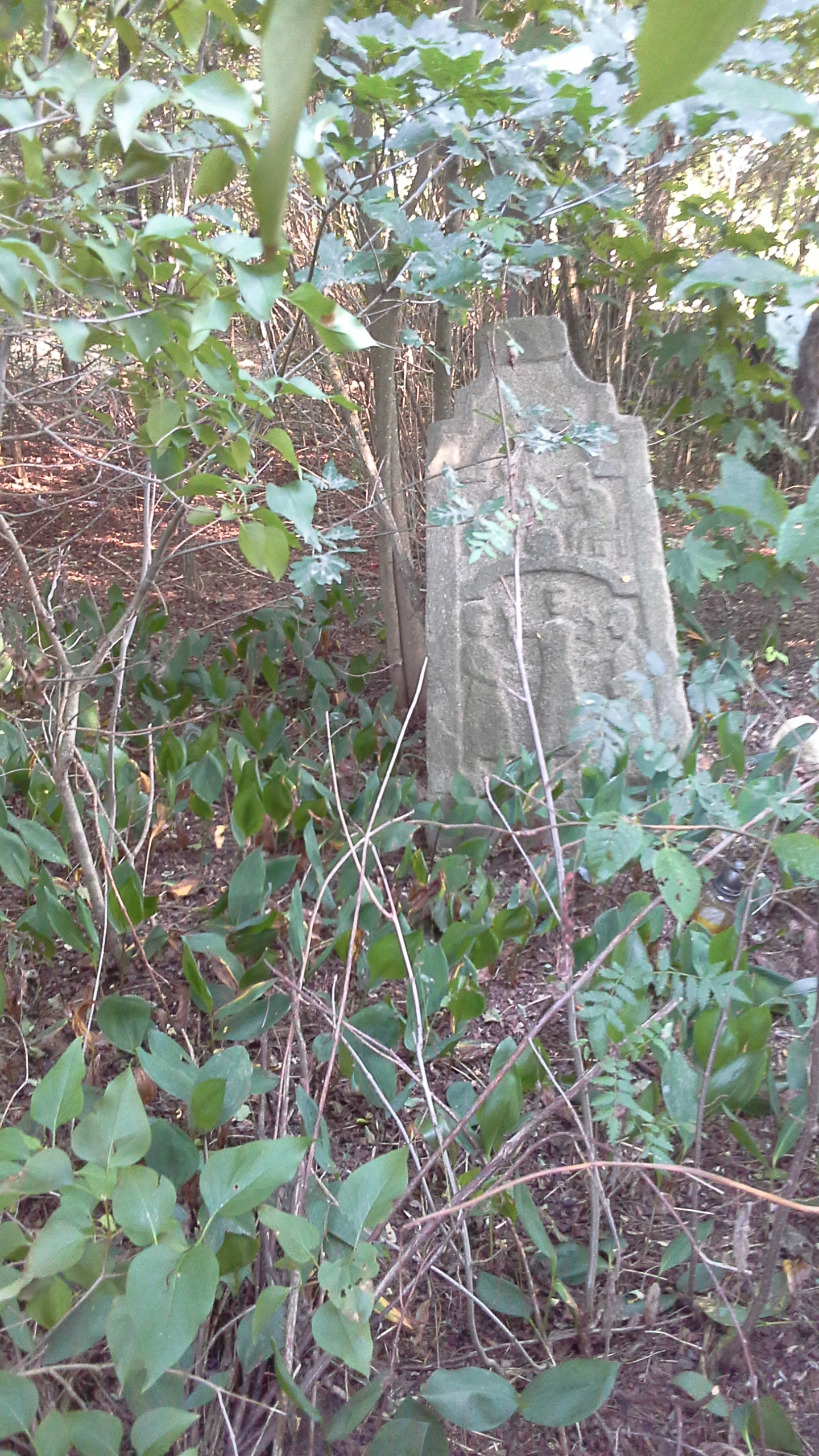
Nagrobek z połowy XIX w. z ludowymi płaskorzeźbami
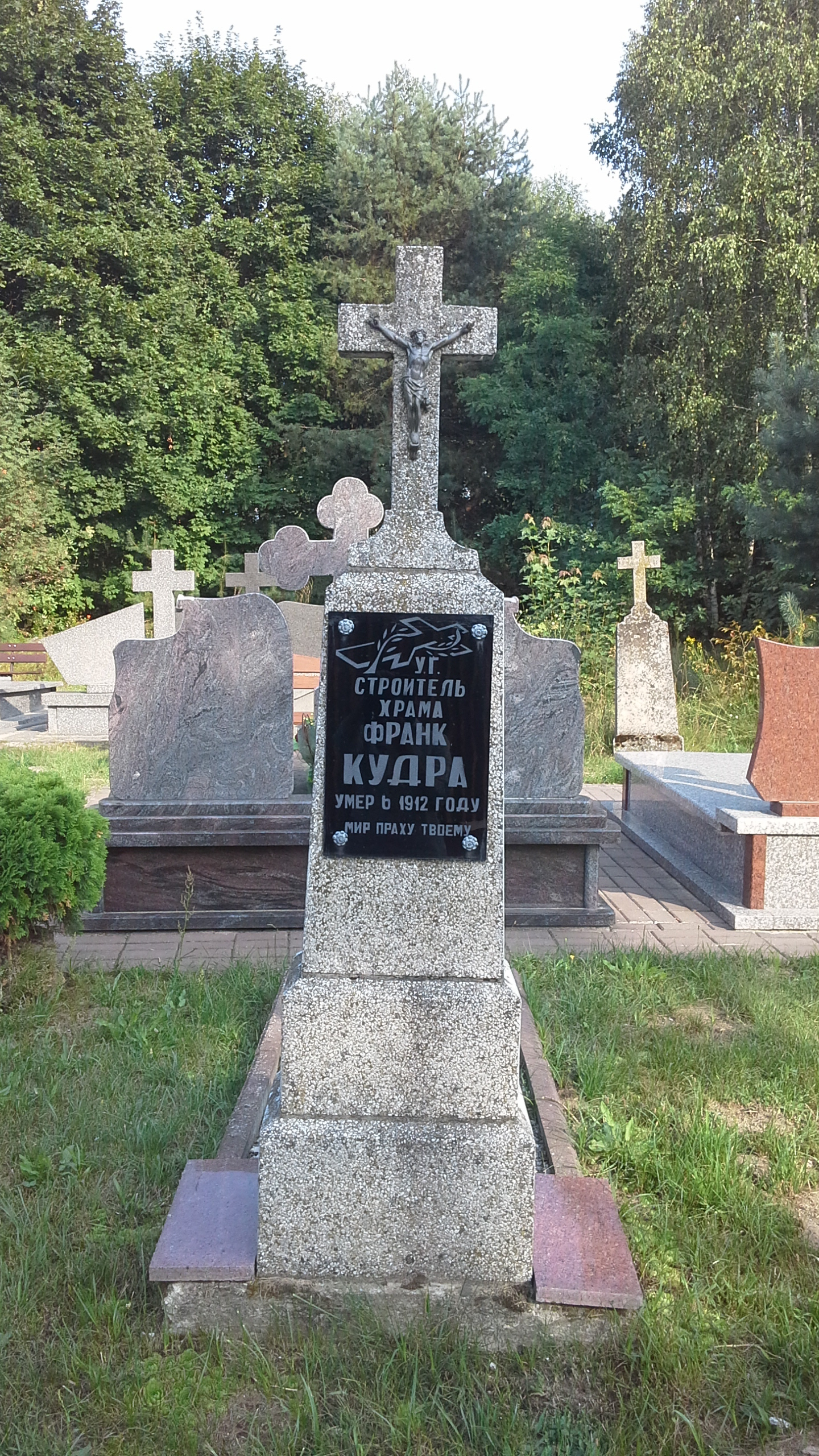
Grób Franciszka Kudry
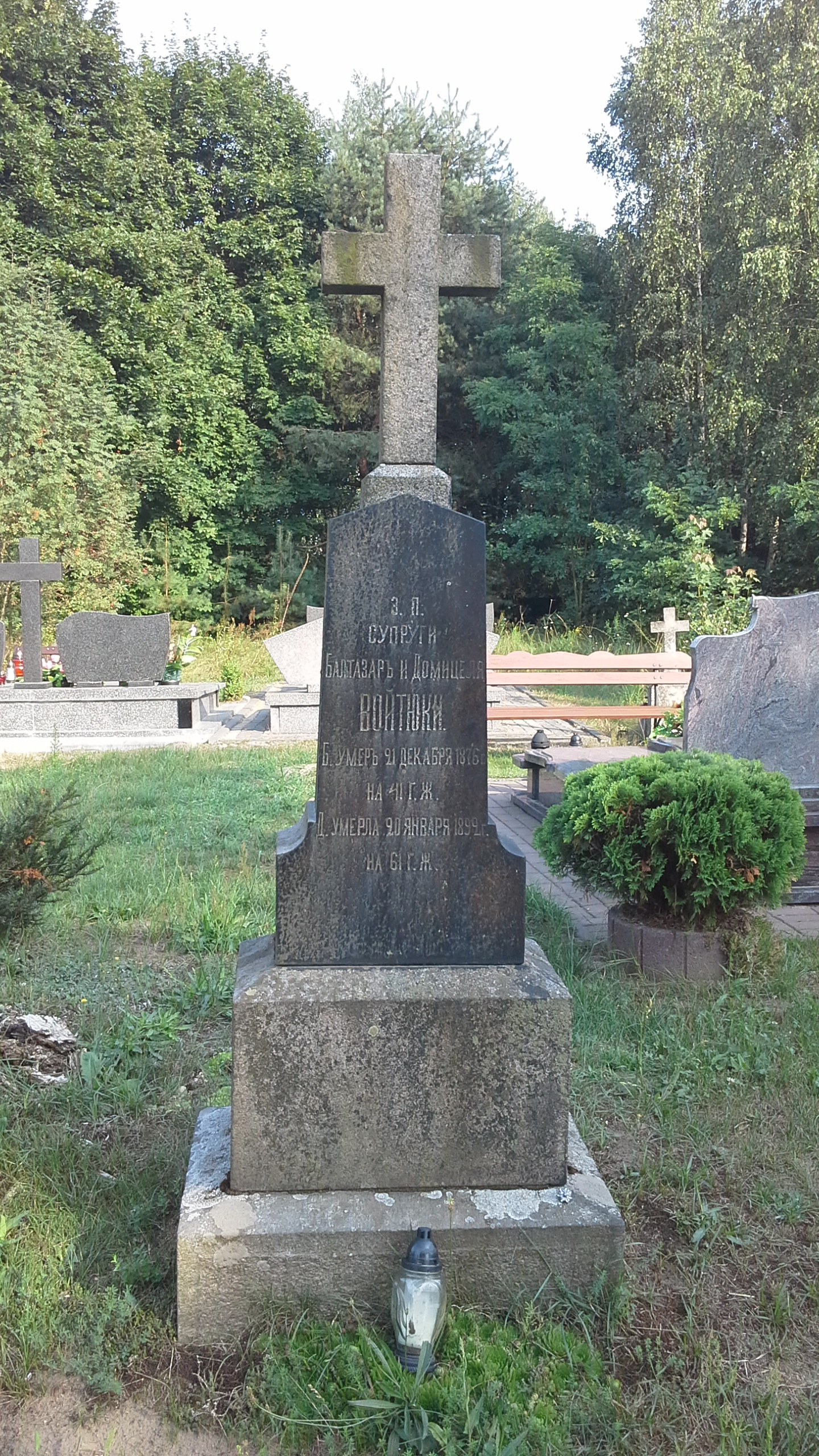
Grób Domiceli i Baltazara Wojtiuków, k. XIX w.
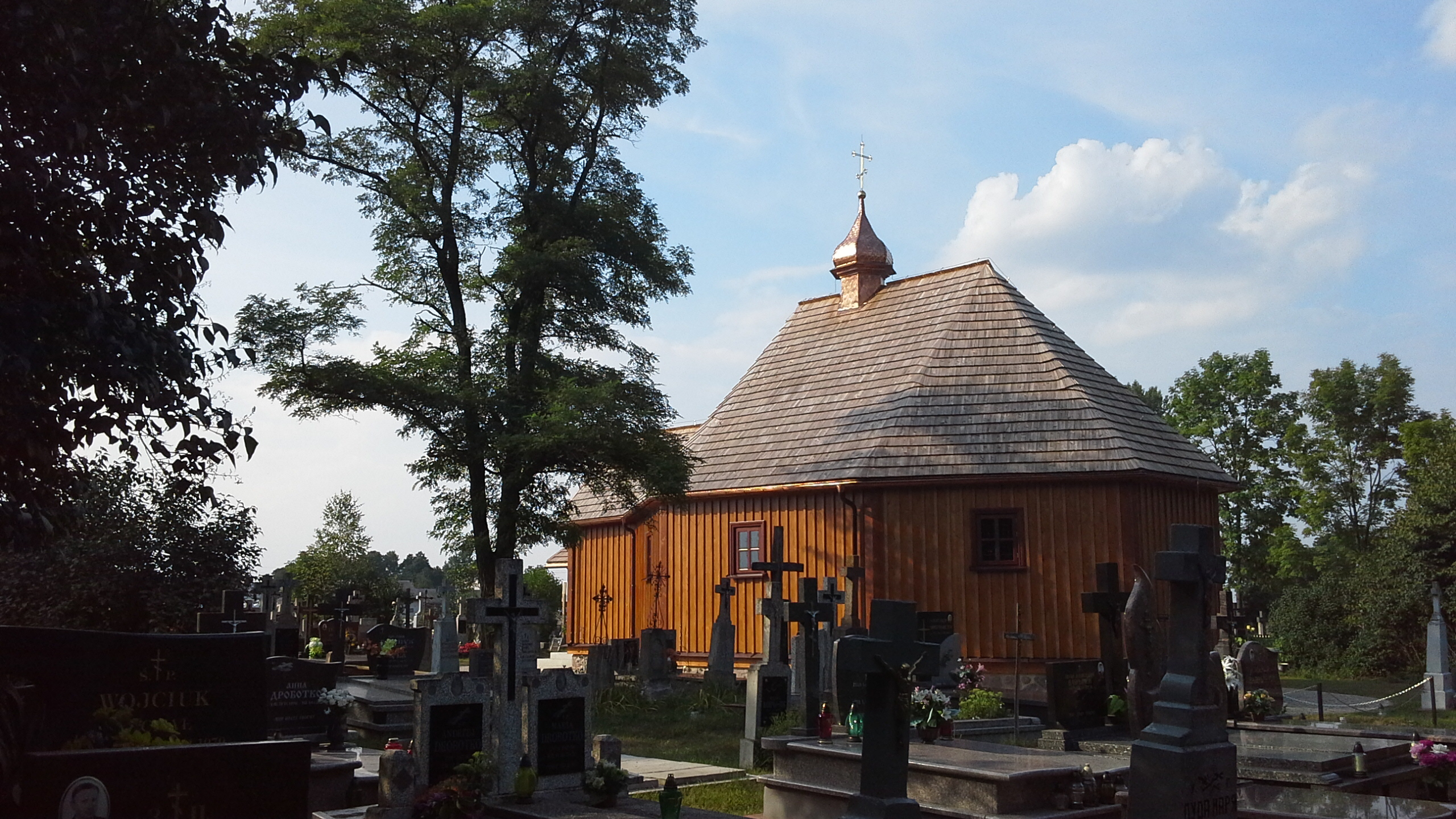
Widok ogólny cmentarza i cerkwi